# Helenium
Cet article possède des paronymes, voir Helinium et Hélonium.
Genre
Helenium, les Hélénies, est un genre de plantes à fleurs de la famille des Astéracées, originaire d'Amérique du Nord, contenant des espèces dont les fleurs sont de couleur jaune, orangée ou rouge cuivré, qui fleurissent en fin d'été et à l'automne.
Sorte de grandes marguerites hautes de 50 à 120 cm, vivaces, elles sont très rustiques.

## Liste d'espèces
Selon ITIS :
- Helenium autumnale Boivin
- Helenium amarum (Raf.) H. Rock
- Helenium arizonicum Blake
- Helenium autumnale L.
- Helenium bigelovii Gray
- Helenium bolanderi Gray
- Helenium brevifolium (Nutt.) Wood
- Helenium campestre Small
- Helenium drummondii H. Rock
- Helenium elegans DC.
- Helenium flexuosum Raf.
- Helenium linifolium Rydb.
- Helenium microcephalum DC.
- Helenium pinnatifidum (Nutt.) Rydb.
- Helenium × polyphyllum Small (pro sp.)
- Helenium puberulum DC.
- Helenium quadridentatum Labill.
- Helenium thurberi Gray
- Helenium vernale Walt.
- Helenium virginicum Blake

## Liens externes

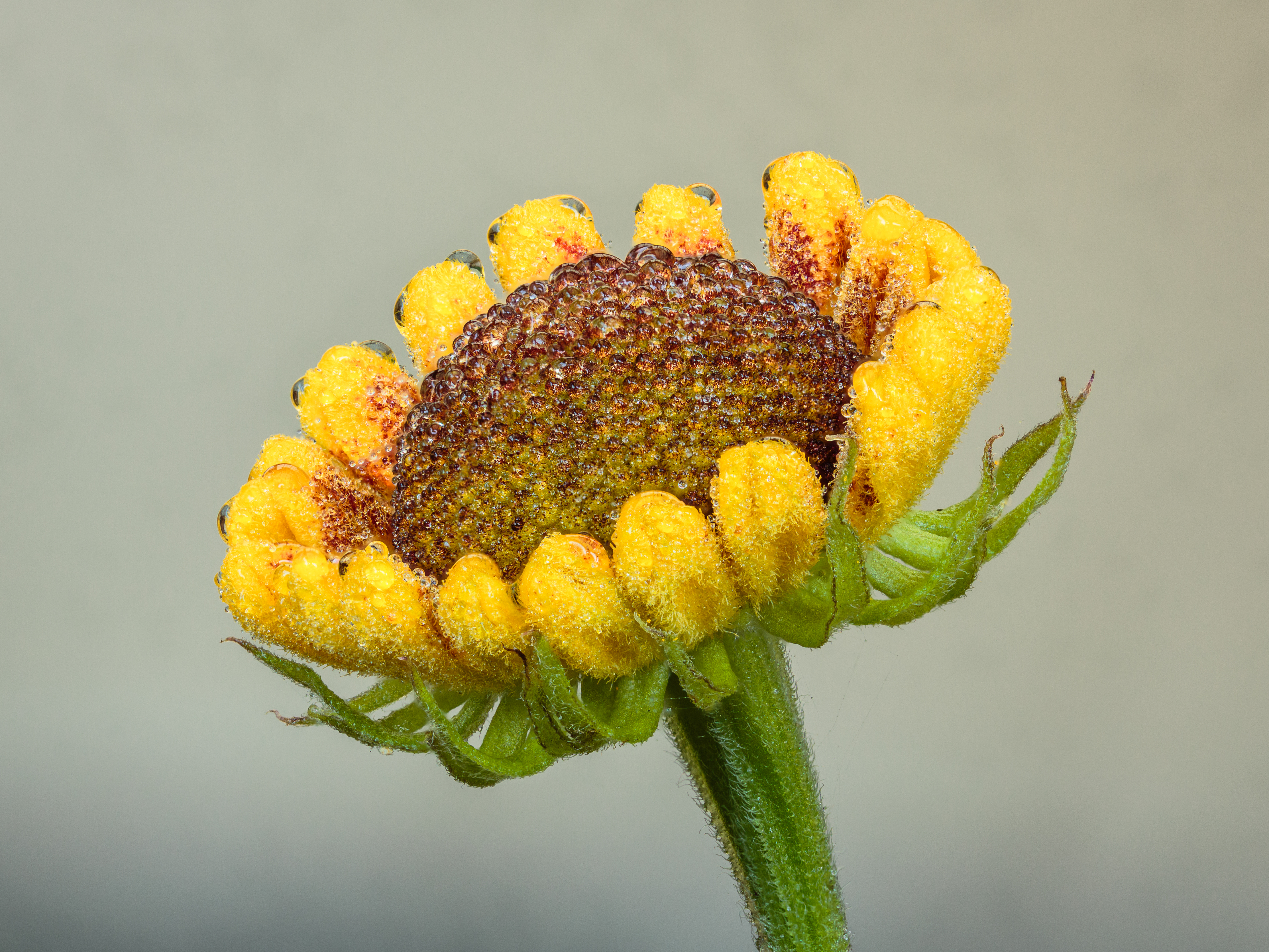
Fleur d'helenium 'El dorado' en train d'éclore. Son diamètre est d'environ 28mm.
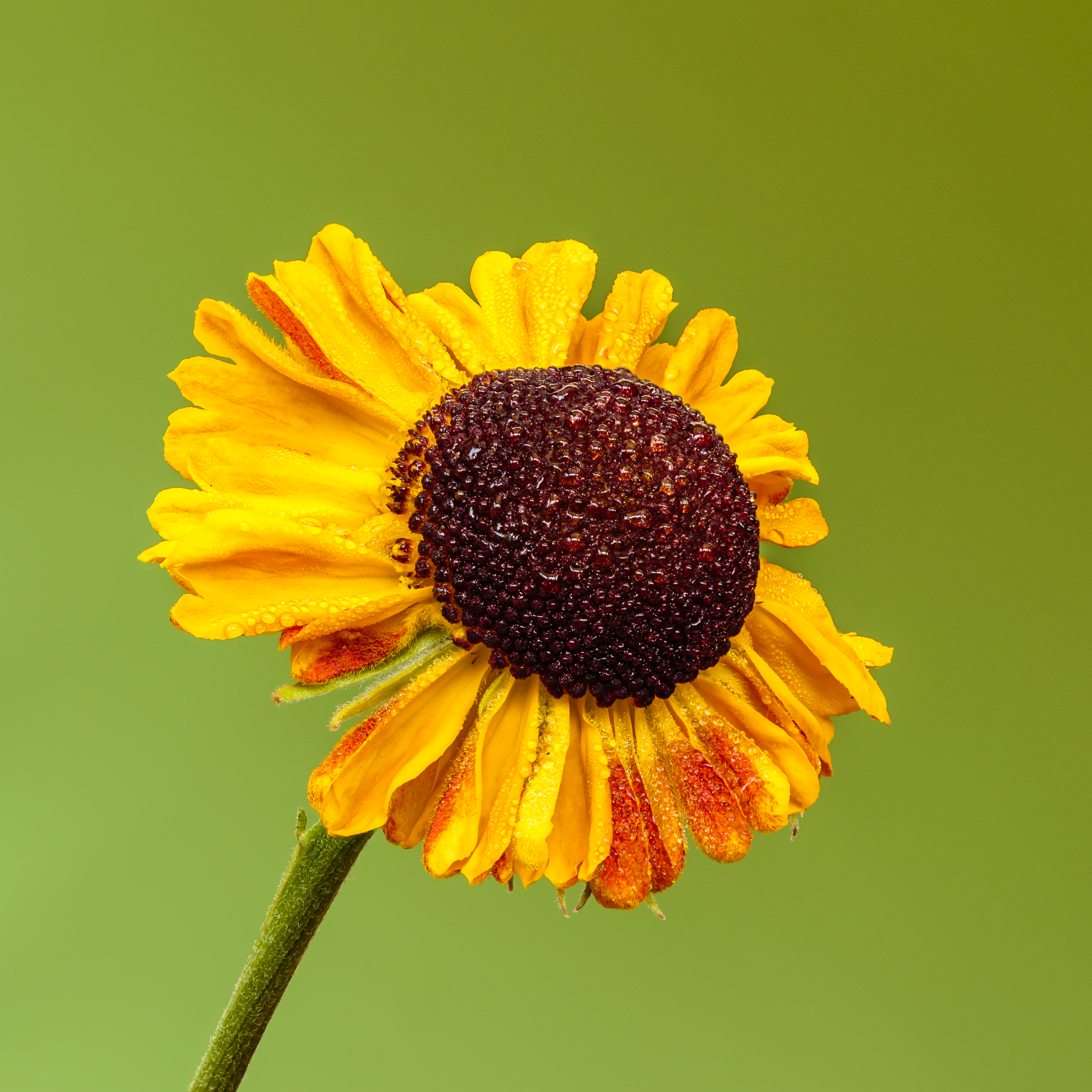
Fleur d'helenium 'Flamingo'. Juillet 2021.
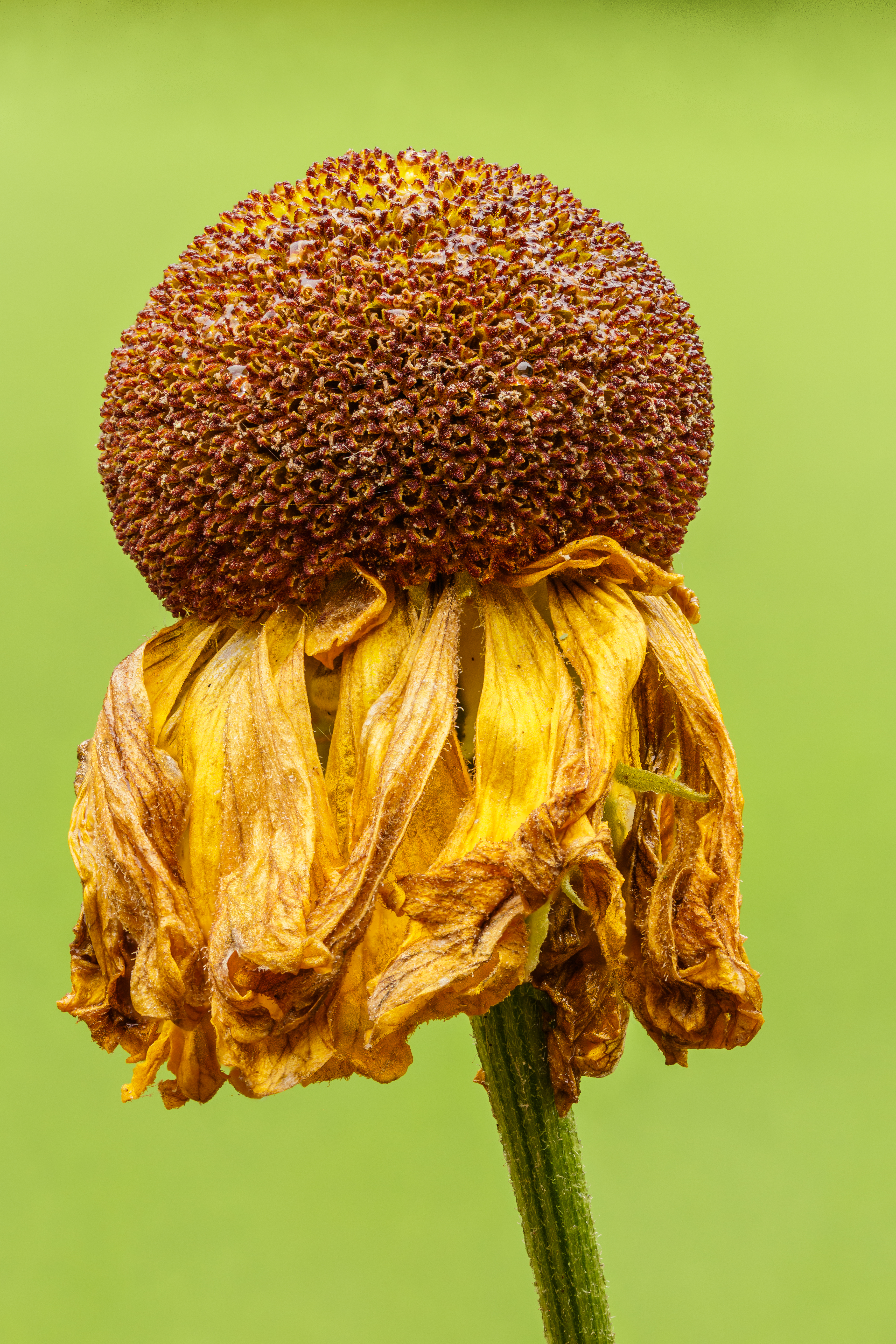
Fleur d'helenium 'El dorado' après la pluie, en Hollande. Juillet 2023.
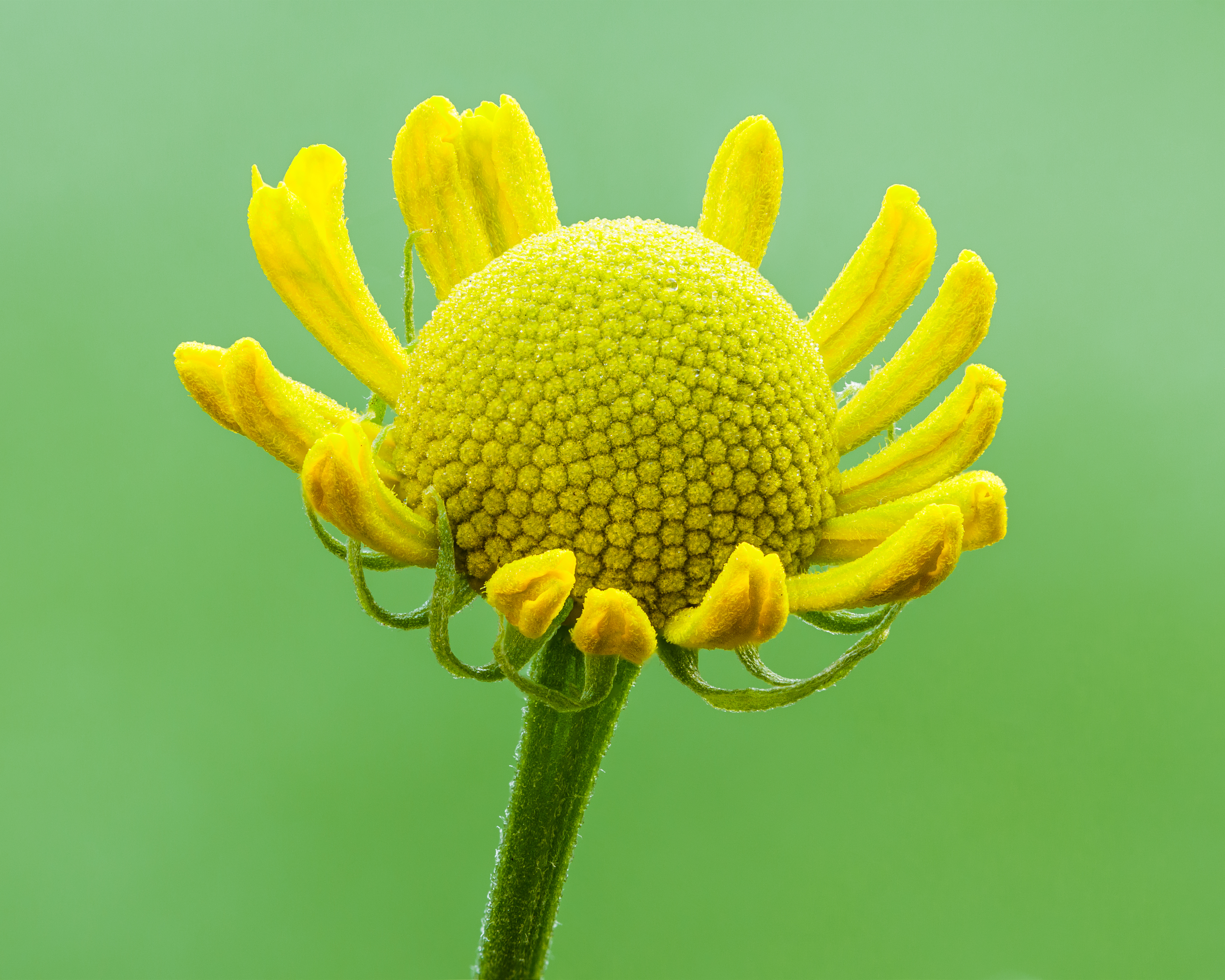
Helenium autumnale couverte de rosée. Aout 2023.